# Tư
Tư is een xã in het district Đông Giang, een van de districten in de Vietnamese provincie Quảng Nam.
Tư heeft ruim 1300 inwoners op een oppervlakte van 93,5 km².